# Rumanowa Przełęcz
Rumanowa Przełęcz (słow. Rumanovo sedlo, niem. Rumanscharte, węg. Ruman-csorba, 2282 n.p.m.) – szeroka przełęcz w głównej grani Tatr, pomiędzy Gankiem (Gánok, 2465 m) a Wysoką (Vysoká, 2559 m). Wyróżnia się w niej trzy niewybitne wcięcia przedzielone czubami skalnymi. Obecnie wcięcia te traktowane są jako oddzielne przełęcze. Najniższa jest Wschodnia Rumanowa Przełęcz i to ona dawniej nazywana była Rumanową Przełęczą. Prowadzi przez nią najłatwiejsze dojście z Doliny Złomisk do Galerii Gankowej. W grani w kierunku od Wysokiej do Małego Ganku (najbardziej na zachód wysuniętego wierzchołka w masywie Ganku) wyróżnia się następujące obiekty:
- Zachodnia Rumanowa Przełęcz (Západné Rumanovo sedlo, 2319 m),
- Rumanowe Czuby (Rumanové zuby) przedzielone przełęczą:
  - Zachodnia Rumanowa Czuba (Západný Rumanov zub, 2325 m),
  - Pośrednia Rumanowa Przełęcz (Prostredné Rumanovo sedlo, 2290 m),
  - Wschodnia Rumanowa Czuba (Východný Rumanov zub, 2307 m),
- Wschodnia Rumanowa Przełęcz (Východné Rumanovo sedlo, 2282 m),
- Bartkowa Turnia (Bartkova veža, 2353 m),
- Bartkowa Przełączka (Bartkova štrbina, 2341 m).

Słowacy grań między Wysoką a Bartkową Turnią nazywają Rumanov hrebeň.
Na przełęcz nie prowadzi żaden znakowany szlak turystyczny. Ku północy opada ona stromymi ścianami do Doliny Ciężkiej (Ťažká dolina). Od południa natomiast ogranicza ona Dolinkę Rumanową (Rumanova dolinka), opada ku niej żlebem i stromymi zerwami skalnymi. Od Dolinki Rumanowej pochodzi nazwa przełęczy.
Jako pierwsi na Wschodnią Rumanową Przełęcz weszli Ludwik Chałubiński oraz przewodnicy Bartłomiej Obrochta i Wojciech Roj pod koniec lat 1870., z kolei na Zachodniej Rumanowej Przełęczy pierwsi byli Ernst Dubke z przewodnikami Johannem Breuerem i Johannem Franzem seniorem 6 lipca 1904 r. Zimą na Wschodnią Rumanową Przełęcz dotarł jako pierwszy Stanisław Groński 17 kwietnia 1933 r.